# Órgão do mar
O Órgão do Mar (em Inglês: Sea organ) é um objeto arquitetônico localizado em Zadar na Croácia, é um instrumento musical experimental que toca música por meio de ondas do mar e os tubos localizados sob um conjunto de degraus de mármore grandes. As ondas criam sons um tanto aleatórios, mas harmônicos. O dispositivo foi feito pelo arquiteto Nikola Bašić como parte do projeto para redesenhar a nova cidade da costa (Nova Riva), o local foi aberto ao público em 15 de abril de 2005.

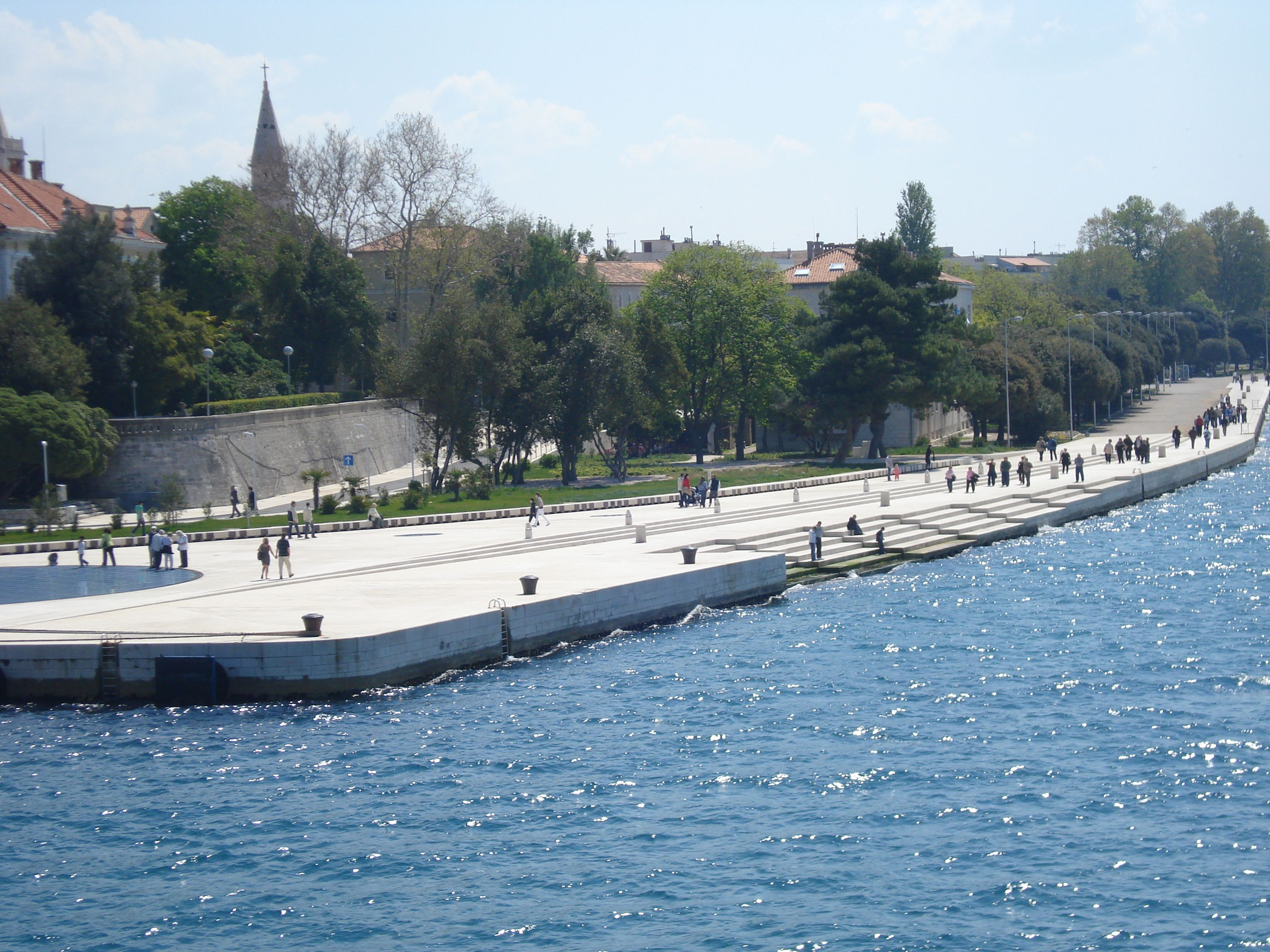

## História
O trabalho de reconstrução caótico realizado na tentativa de reparar a devastação em Zadar sofrida na Segunda Guerra Mundial., havia transformado a via ao longo do mar num initerrupto e monótono muro de concreto.
O Órgão do Mar reestabeleceu, para turistas e moradores locais, a relação da cidade com o mar. Agora, o mármore branco forma uma escada convidativa que desce até a água. Escondido sob os degraus, há um sistema de tubos de polietileno e uma cavidade ressonante que transforma o local em um grande instrumento musical, tocado pelo vento e pela batida das ondas do mar.